# Ramón Alegre
Ramón Alegre Biosca (Barcellona, 14 maggio 1981) è un hockeista su prato spagnolo.

## Palmarès
- Giochi olimpici

Pechino 2008: argento.
- Europei

Lipsia 2005: oro.
Manchester 2007: argento.
- Champions Trophy

Lahore 2004: oro.
Chennai 2005: bronzo.
Terrassa 2006: bronzo.
Auckland 2011: argento.
- Champions Challenge

Johannesburg 2003: oro.